# Dawuhan Kulon
Dawuhan Kulon is een bestuurslaag (kelurahan) in het onderdistrict (kecamatan) Kedung Banteng in het regentschap Banyumas van de provincie Midden-Java, Indonesië. Dawuhan Kulon telt 2880 inwoners (volkstelling 2010).